# The Vibrators
The Vibrators é uma banda de punk rock inglesa formada em 1976 e considerada uma das bandas mais influentes da história do punk rock.

## História

### Início
Em fevereiro de 1976, o vocalista/guitarrista Ian "Knox" Carnochan, o baixista Pat Collier, o guitarrista John Ellis e o baterista Eddie, formaram a banda. A primeira apresentação da banda foi numa abertura do show do The Stranglers, no Hornsey Art College, em Londres. Também abriram shows para o Sex Pistols no 100 Club, e foram uma das bandas mais aplaudidas no 100 Club Punk Rock Festival, onde chamaram a atenção de Chris Spedding, produtor do disco Never Mind the Bollocks do Sex Pistols e considerado o verdadeiro guitar hero inglês. Chris recomendou a banda a sua gravadora, a RAK.
O primeiro single da banda, "We Vibrate", saiu em novembro (um dos primeiros singles punks) e, duas semanas depois, Chris Speeding lançou seu "Pogo Dancing", com o Vibrators como banda.
No início de 1977, a banda abriu shows do Iggy Pop, e com David Bowie nos teclados, durante uma turnê pela Inglaterra, eles resolveram mudar para a gravadora Epic Records para lançar o clássico "Baby Baby", do primeiro álbum Pure Mania, que ficou por cinco semanas no Top 75 da Inglaterra, alcançando a posição 49. O segundo single do álbum, "London Girls" (numa versão ao vivo), surgiu em meados de 1977 e foi divulgado numa turnê com Ian Hunter, ex-Mott the Hoople. O baixista Pat Collier deixou a banda e logo foi substituído por Gary Tibbs.
Quando a banda lançou o single "Automatic Lover" em março de 78, ela não só alcançou a posição 35 nas paradas, mas também conseguiu chegar ao Top of the Pops. O segundo LP, chamado V2, foi lançado em abril, alcançando a posição 33 nas paradas inglesas, tornando-se parte de um dos momentos mais marcantes da era new wave. Esse álbum contém a música "Troops of Tomorrow", que ficou conhecida pela versão feita pelo grupo de hardcore punk escocês The Exploited.
Logo depois, John Ellis deixou a banda para seguir carreira solo e trabalhar com Peter Gabriel, sendo substituído por Dave Birch. Junto a esta substituição, ocorreu também a entrada na banda do tecladista/saxofonista Don Snow (depois, Don se juntaria ao grupo pop/power pop The Sinceros). Após essas modificações na banda, eles gravaram o single "Judy Says (Knock You In The Head)", que alcançou posição 70 nas paradas inglesas, em 1978. Então, o Vibrators seguiu com a nova formação da banda: Knox (guitarra/vocal), Eddie (bateria) e os novos integrantes Bem Brierly (baixo) e Greg Van Cook (guitarra). Porém, por pouco tempo, pois, no final de 1978, Knox também resolveu deixar a banda para seguir a carreira solo.

### História recente
Mesmo após passar por diversas modificações, os Vibrators continuam na ativa, em janeiro de 2001, eles fizeram uma única apresentação no Brasil, com seu show principal na casa Hangar 110 em São Paulo, no dia 27, ao lado da cultuada banda paulistana Holly Tree. A formação da banda que veio ao Brasil tinha Knox, Eddie e Robbie. Em 2006 na comemoração do seus 30 anos a banda voltou ao Brasil fazendo shows em varias cidades do país.
Após mais de 30 anos de vida a banda continua na ativa e segue lançando álbuns e sendo uma das bandas mais influentes do cenário punk mundial.